# Mickell Gladness
Mickell Gladness, né le 26 juillet 1986 à Birmingham, dans l'Alabama, est un joueur américain de basket-ball. Il évolue au poste de pivot.

## Biographie
Mickell Gladness sort de la faculté d'Alabama A&M avec le record NCAA (Division 1) de contres sur un match avec 16 shoots détournés le 24 février 2007 contre Texas Southern. Non drafté, ses expériences en NBA sont brèves. Le 10 décembre 2011, il signe un contrat avec le Heat de Miami avant d'être coupé le 7 février 2012 puis à nouveau resigné le 12 février 2012 pour un contrat de 10 jours. Le 22 mars 2012, il signe un contrat de 10 jours avec les Warriors de Golden State, qui le conservent dans l'effectif avant de l'envoyer jouer en D-League avec leur équipe affiliée, les Santa Cruz Warriors.